# Водоворот (фильм, 1983)
«Водоворот» (укр. «Вир») — советский фильм режиссёра Станислава Клименко.

## Сюжет
По мотивам одноимённого романа Григория Тютюнника.
Главный герой фильма Тимка Вихора во время опасных сражений лета 1941 года вспоминает о жизни родного села Трояновка. Эти воспоминания помогают ему находить силы для тяжёлых военных будней и сражений. Фильм рассказывает о том, как жители села перед лицом опасностей войны объединились на почве патриотизма и любви к Родине.

## Награды
- 1983 — Главный приз — Республиканский кинофестиваль в Жданове[1].
- 1983 — Диплом Дмитрию Наливайчуку за дебют в кино — МКФ «Молодость»[1].
- 1984 — Премия им. Н.Островского 1984 г. режиссёру Станиславу Клименко за работу над фильмами «Весь мир в глазах твоих», «Дударики» и «Водоворот»[1].

## Актёрский состав

### В главных ролях
- Игорь Тарадайкин — Тимка Вихора
- Нина Тобилевич — Орыся
- Фёдор Стригун — Игнат
- Анатолий Барчук — Оксен
- Владимир Волков — Дорош
- Богдан Ступка — Иоська Вихора
- Ирина Бунина — Ульяна
- Дмитрий Наливайчук — Денис
- Осип Найдук — Гаврила

### В ролях
- Олег Мосейчук — Сергей
- Виктор Данилов — Марко
- Людмила Сосюра — Настя
- Таисия Литвиненко — Алена
- Ольга Кондратюк — Лукерка
- Елена Аминова — Юля
- Александр Ящук — Федот
- Коста Туриев — Тимур
- Владимир Антонов — Кузь
- Борис Молодан — Вихтир
- Леонид Слисаренко — Тетеря

### В эпизодах
Н. Шутько, И. Капинос, К. Артеменко, А. Белый, З. Горнична, А. Донец, Л. Захарова, В. Иваницкий, М. Ковтуненко, Ф. Корж, В. Конисевич, Андрейка Ларченко, С. Александрова, Б. Александров, Ю. Перенчук, С. Пономаренко

## Съёмочная группа
- Постановка: Станислав Клименко
- Сценарист: Александр Сацкий
- Художественный руководитель: Тимофей Левчук
- Оператор-постановщик: Виктор Политов
- Художник-постановщик: Анатолий Добролежа
- Грим: Алёна Маслова
- Костюмы: Алла Костенко
- Композитор: Александр Билаш
- Звукооператор: Виктор Лукаш
- Государственный симфонический оркестр УССР — дирижёр Фёдор Глущенко
- Режиссёр: П. Марусик[укр.]
- Оператор: Павел Небера
- Ассистенты:
  - режиссёра — А. Косничук, С. Чернилевский[укр.]
  - оператора — А. Лактионов, В. Тымченко[укр.]
- Декоратор: Н. Поштаренко[укр.]
- Пиротехник: Г. Холмов
- Художник-фотограф: А. Кмец
- Мастер светотехники: В. Чернышенко
- Светоустановщик: Л. Марчук
- Комбинированные съёмки:
  - оператор — Б. Серёжкин
  - художник — М. Полунин[укр.]
- Монтаж: И. Басниной
- Редактор: А. Шевченко
- Директор фильма: Дмитрий Бондарчук